# Trofors
Trofors är den enda tätorten i Grane kommun i Nordland fylke i norra Norge. Orten ligger där Europaväg 6 möter riksväg 73 och utgör kommunens centralort.
I Trofors finns en järnvägsstation på Nordlandsbanan, 39 kilometer söder om staden Mosjøen. På orten finns också en trävarufabrik, gästgiveri och camping. Om du åker till Trofors kan du även besöka Laksforsen. Härifrån går riksväg 73 österut mot Hattfjelldal och Sverige. Svenningdalselva mynnar ut i Vefsna vid Trofors. Norr om tätorten ligger Svenningdals gruvor, där silverhaltig blyglans bröts 1877–1900.
Namnet kommer av fornnordiskans þró, 'vattenränna', och foss, 'fors'.

## Kända personer från Trofors
- Marcus och Martinus Gunnarsen, artister